# Елізабет Блекмор
Елізабет Блекмор (англ. Elizabeth Blackmore, нар. 6 січня 1987, Перт, Західна Австралія, Австралія) — австралійська акторка. Вона найбільш відома своїми ролями Наталі у фільмі жахів про надприродне «Зловісні мерці», Валері Тулл у драматичному серіалі «Щоденники вампіра» та леді Тоні Бевелл у телесеріалі «Надприродне».

## Біографія
Блекмор народилася 1987 року в Перта, Західна Австралія. Вона є випускницею Західноавстралійської академії виконавських мистецтв.

## Особисте життя
У 2013 році Блекмор стала фіналістом стипендії Хіта Леджера, яка має на меті дати новим австралійським талантам шанс на успіх у Голлівуді.

## Фільмографія
| Рік       |    | Українська назва       | Оригінальна назва        | Роль             |
| --------- | -- | ---------------------- | ------------------------ | ---------------- |
| 2008      | кф | Перший раз у Піпа      | Pip's First Time         | роль невідома    |
| 2010      | с  | Легенда про Шукача     | Legend of the Seeker     | Сестра Маріанна  |
| 2011      | ф  | Палаюча людина         | Burning Man              | Лікар            |
| 2011      | с  | Додому і в дорогу      | Home and Away            | Шенді Палмер     |
| 2012      | с  | Красуня і чудовисько   | Beauty & the Beast       | Вікторія Гансен  |
| 2013      | кф | Дорога додому          | The Road Home            | Діді             |
| 2013      | ф  | Зловісні мерці         | Evil Dead                | Наталі           |
| 2013      | кф | Наскондіно             | Nascondino               | Лілі             |
| 2015      | ф  | Глибока шкіра          | Skin Deep                | Ізабель          |
| 2015      | кф | Тінь/Я                 | Shadow/Self              | Тінь             |
| 2015      | кф | Вбивці і злодії        | Killers and Thieves      | Злодійка         |
| 2015—2016 | с  | Щоденники вампіра      | The Vampire Diaries      | Валері Тулл      |
| 2016      | с  | Якось у казці          | Once Upon a Time         | Марі Лідгейт     |
| 2016—2017 | с  | Надприродне            | Supernatural             | Тоні Бевелл      |
| 2016      | с  | Агент                  | TURN: Washington's Spies | Сара Лінгвінстон |
| 2017      | тф | Назад до кохання       | Back to Love             | Ейпріл           |
| 2018      | с  | Стрілець               | Shooter                  | Кетрін Менсфілд  |
| 2018      | с  | Безсоромні             | Shameless                | Гейл             |
| 2020      | кф | Автобус до Бірра Бірра | The Bus to Birra         | Арієль           |
| 2020      | с  | Правильні речі         | The Right Stuff          | Лурлін Вілсон    |
| 2024      | ф  | Сплячі собаки          | Sleeping Dogs            | Дана Фінн        |